# Syncollesis seydeli
Syncollesis seydeli är en fjärilsart som beskrevs av Debauche 1941. Syncollesis seydeli ingår i släktet Syncollesis och familjen mätare. Inga underarter finns listade i Catalogue of Life.